# برمجيات الخدمات

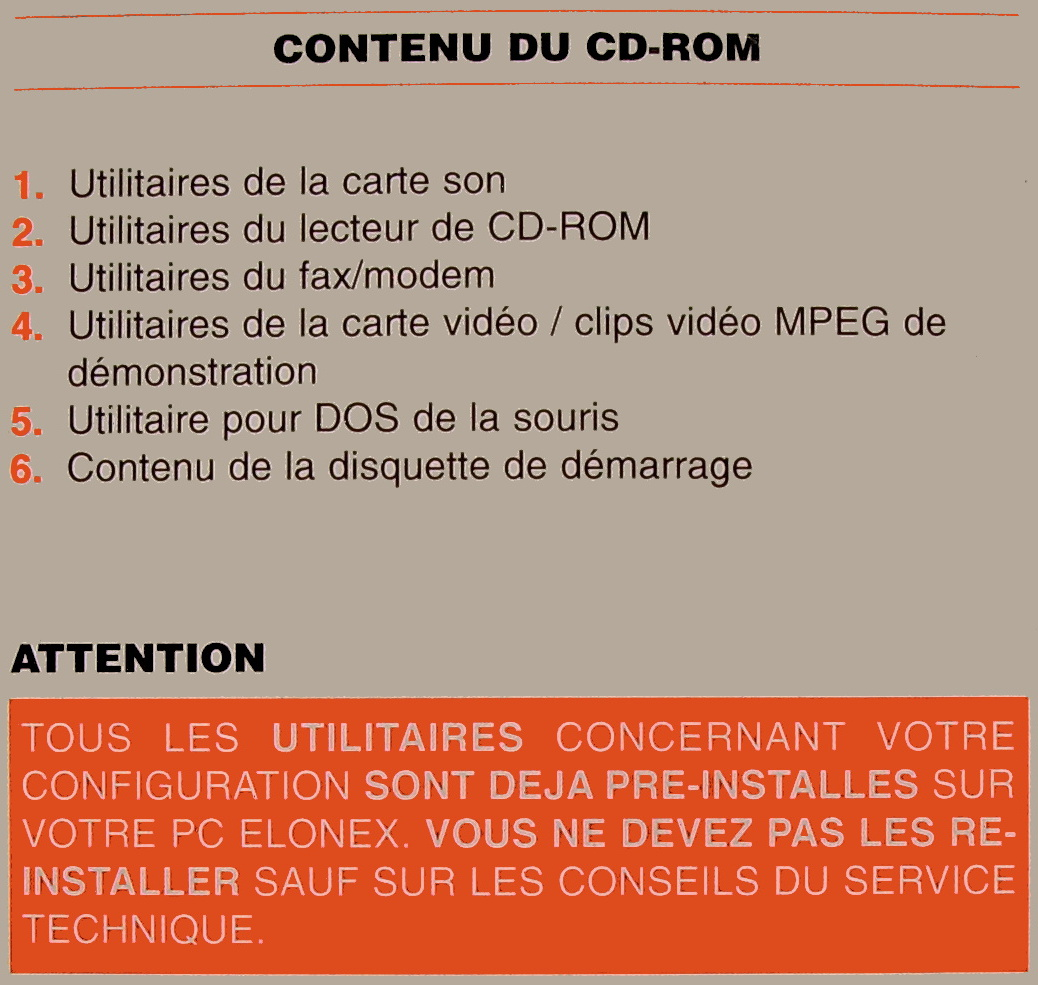

برامج الخدمات (Utility software) هي برمجيات نظام System software مصمم للمساعدة في تحليل الكمبيوتر أو تكوينه أو تحسينه أو صيانته. تستخدم لدعم البنية الأساسية للحاسب. على النقيض من برامج التطبيقات (Application software) التي تهدف إلى تنفيذ المهام التي تفيد المستخدمين بشكل مباشر. على الرغم من أن مجموعة من برامج الخدمة عادةً توزع بشكل أساسي مع نظام التشغيل و تعتبر جزء منه إلا أن المستخدمين غالباً ما يقومون بتحميل خدمات بديلة أو إضافية لنظمهم، والتي تقوم بتوفير تسهيلات إضافية لتنفيذ المهام التي تتجاوز قدرات نظام التشغيل. العديد من الخدمات خاصة التي ربما تؤثر على كامل نظام الحاسوب تتطلب من المستخدم إعطاءها صلاحيات عالية.

## أنواع الخدمات

### خدمات النظام
- مكافحة الفيروسات خدمات تبحث عن فيروسات الحاسب وتقوم بإزالتها.
- مدير الحافظة توسع وظيفة الحافظة (Clipboard) لنظام التشغيل.
- مختبر الذاكرة تتحقق من فشل وأخطاء الذاكرة. مدير الحزم تستخدم لتكوين برامج أخرى أو تثبيتها أو تحديثها على الحاسوب.
- منظف السجل تنظف وتحسن سجل ويندوز (Windows Registry) عن طريق إزالة مفاتيح التسجيل القديمة التي لم تعد قيد الاستخدام.
- مدير الحزم تستخدم لتكوين برامج أخرى أو تثبيتها أو تحديثها على الحاسوب.
- شاشة التوقف كانت تستخدم لمنع حرق الفوسفور على شاشات الـCRT والبلازما عن طريق تفريغ الشاشة أو تعبئتها مع الصور المتحركة عندما لا يكون الكمبيوتر قيد الاستخدام. وحالياً في الشاشات المعاصرة في المقام الأول للترفيه أو الأمن.
- خدمات الشبكة تقوم بتحليل اتصال شبكة الحاسوب، وتكوين إعدادات الشبكة، والتحقق من نقل البيانات أو أحداث السجل.
- مراقب النظام تراقب المصادر والآداء لنظام الحاسوب.
- نظام التعريف توفير معلومات مفصلة حول البرامج المثبتة والأجهزة المتصلة بالكمبيوتر.

### خدمات إدارة جهاز التخزين
- فاحص القرص تفحص محرك الأقراص الثابت وتتأكد من وجود أخطاء منطقية (نظام الملفات) أو مادية.
- ضغط الأقراص خدمات تضغط/تفك محتويات قرص بشكل شفاف، وتزيد من سعة القرص.
- تجزئة القرص تكشف عن ملفات الكمبيوتر التي تكون محتوياتها منتشرة عبر عدة مواقع على القرص الصلب، وتنقل الأجزاء إلى مكان واحد لزيادة الكفاءة.
- تهيئة القرص تعد أجهزة تخزين البيانات للاستخدام الأولي مثل محرك القرص الصلب أو محرك قرص وسيط التخزين ذو الحالة الثابتة أو القرص المرن أو محرك أقراص فلاش يو إس بي.
- محررات تقسيم القرص تقوم بتقسيم محرك الأقراص الحقيقي الواحد إلى محركات أقراص منطقية متعددة، كل منها بنظام ملفات خاص به يمكن تثبيته بواسطة نظام التشغيل ومعالجته كمحرك فردي.
- محلل مساحة القرص توفر تصور لاستخدام مساحة القرص عن طريق الحصول على حجم لكل مجلد (بما في ذلك المجلدات الفرعية) والملفات في المجلد أو محرك الأقراص، وتعرض توزيع المساحة المستخدمة.
- مهيئ الشريط تكتب تسمية (Label) لشريط مغناطيسي أو وسط مغناطيسي آخر.

### خدمات إدارة الملفات
- المؤرشف تقوم بإخراج تدفق من الملفات أو ملف واحد عند تزويده بدليل أو مجموعة من الملفات، وقد تتضمن أجنحة الأرشيف إمكانات ضغط وتشفير، وتحتوي بعض أدوات الأرشفة على أداة فك أرشفة منفصلة لعكس عملية الأرشفة.
- برنامج النسخ الإحتياطي تعمل نسخ احتياطية من جميع المعلومات المخزنة على القرص تستعيد إما القرص بأكمله (على سبيل المثال في حالة فشل القرص) أو الملفات المحددة (على سبيل المثال في حالة الحذف غير المقصود).
- التشفير خدمات تشفير وفك تشفير البيانات.
- ضغط البيانات خدمات تقوم بتوفير ملف أصغر حجماً من نفس الملف.
- مزامنة البيانات خدمات تبني التناسق بين البيانات من المصدر إلى تخزين البيانات المستهدف والعكس صحيح. هناك عدة فروع لهذا النوع من الخدمات:
- مزامنة الملفات خدمات تحافظ على الاتساق بين مصدرين. يمكن استخدامها لإنشاء نسخ احتياطية أو نسخ مكررة ولكنها تستخدم أيضاً لمساعدة المستخدمين في تحميل الموسيقى الرقمية والصور والفيديو إلى أجهزتهم الجوالة.
- التحكم بالمراجعات خدمات باستطاعتها إعادة إنشاء بنية متماسكة عندما يقوم العديد من المستخدمين بتعديل نفس الملف في نفس الوقت.
- منظف الأقراص يعثر على الملفات الغير ضرورية لتشغيل الكمبيوتر، أو تأخذ كميات كبيرة من المساحة، و يساعد المستخدم على تحديد ما يتم حذفه عند امتلاء قرصه الثابت.
- مدير الملفات توفر طريقة ملائمة لأداء مهام إدارة البيانات الروتينية واستعادة البريد الإلكتروني والإدارة، مثل الحذف وإعادة التسمية والفهرسة وفك الفهرسة والتنقل والنسخ ودمج وإنشاء وتعديل المجلدات ومجموعات البيانات.

### الخدمات المتنوعة
- مولد البيانات ينشئ ملف بيانات الاختبار وفقاً لأنماط محددة.
- المحرر العشري يقوم بتعديل مباشر على نص أو بيانات من ملف. يمكن أن تكون هذه الملفات بيانات أو برنامج حقيقي.
- فاحص الـHTML يتحقق من صحة كود HTML ويتحقق من الروابط.
- يرتب السجلات في ملف في تسلسل محدد.

1. ↑  Parsons، June Jamrich؛ Oja، Dan (2013). New Perspectives on Computer Concepts 2014: Comprehensive. Course Technology. ص. 129. مؤرشف من الأصل في 2018-04-16.